# Карл Карлсон
Карлтон «Карл» Карлсон, магистр физики — персонаж телесериала «Симпсоны». Вместе с Ленни Карл не просто коллега Гомера по работе на Спрингфилдской АЭС, но и один из его лучших друзей с детства. Раннее детство провел в Исландии. Карл был женат. В серии, где Гомер набирает автобус людей, чтобы поехать бесплатно на чемпионат, Карл говорит, что женат.
Он демонстрирует свои таланты в науке в эпизоде «Fat Man and Little Boy». Карла часто называют одним из самых привлекательных мужчин Спрингфилда, например, в эпизоде «Principal Charming» Гомер замечает, что Карл слишком хорош для Сельмы, в частности, в эпизоде «Бери мою жену, Слизняк» Гомер произносит фразу: «Карл классный. Он на всех фотках — шик!». Согласно эпизоду «They Saved Lisa’s Brain», Карл страдает сахарным диабетом. Первый раз пил пиво в кабаке у Мо в 9 серии 4 сезона — Mr. Plow. У Карла высокий интеллект. В серии, когда мэр сбежал и умники заняли его место, Ленни сказал, что Карл один из них, имея в виду, что Карл умнее всех жителей, кроме знатоков.
В 4 сезоне 17 эпизоде «Last Exit to Springfield» Карл был президентом группы рабочих АЭС, которые были за программу «Здоровые зубы», но потом Карл предложил Гомера в президенты. В первых 6 эпизодах Карл ходит с девушкой. Чаще появляется в общественных местах, чем другие работники АЭС. Возраст Карла точно не определён, в некоторых сериях говорится, что он учился в одном классе с Гомером и Ленни.

## Происхождение персонажа
В ранних эпизодах Карла редко можно было увидеть с Ленни, и у него не было постоянного голоса — иногда он говорил голосом Ленни и наоборот. Карл — афроамериканец, буддист, имеет степень магистра в области ядерной физики, любит боулинг и посиделки в таверне Мо. Карл начал ходить в таверну Мо раньше, чем Ленни. Примерно на один час. Об этом свидетельствует 10 эпизод 3 сезона «Flaming Moe’s», где Гомер толкает Карла в очереди. Детство провёл в Исландии.
Из 14 серии 34 сезона мы узнаем о кровных родственниках Карла. Его предок Эллис родился в рабстве на ранчо в Техасе. Эллис получив свободу в 1865 году становится основоположником рода "черных ковбоев". От своих родителей Карл получил только ковбойскую пряжку.

## Персонаж
В сериале персонаж Карла часто используется для придания более комического эффекта Гомеру и другим, из-за его серьёзности и суровости. Например, в эпизоде «Pygmoelian» он заставил всех посетителей таверны Мо зарыдать, указав на их недостатки, после чего повернулся лицом к камере и произнёс: «Видите, вот почему я так мало говорю». Первый раз вместе с Гомером и Барни пил в таверне Мо в 6 сезоне 11 серии. В одной из серий говорит, что носит женское белье.

## Отношения сЛенни Леонардом
В сериале постоянно приводятся аллюзии на тему гомоэротизма в отношениях Карла и Ленни, но никого это особо не интересует. В серии «There’s Something About Marrying», когда Гомер стал священником и женил гомосексуалов, он спросил: «А где же Ленни и Карл?». На что Мардж ему ответила, что они должны сделать свой выбор сами и не спешить с этим выбором. В 18 серии 24 сезона, когда в Спрингфилде были нью-йоркские клопы, Карл и Ленни сидели на диване, а когда на них напали клопы, Ленни сказал: «Возьми меня за руку, Карл». В эпизоде «Whiskey Business» можно заметить, что во время поездки в лимузине, Карл и Ленни, высунувшись из окна, держатся за руки.

## Отношения с девушками
В первых 9 сезонах Карл ходил с девушкой, и в одной из серий сказал, что у него есть жена. А в 12-й серии 10 сезона Ленни спрашивает: «Карл, что будешь делать с кубковым кольцом?», на что Карл отвечает: «Не знаю, наверное подарю жене, ведь у нас сегодня юбилей свадьбы». В серии «Large Marge», когда Карл видит Мардж, он говорит: «Впервые вижу лицо красивее, чем у Ленни». В 11 серии 24 сезона, Карл сказал, что Мардж очень красивая и даже боролся с Гомером и Ленни за неё — кто дольше сможет пропеть ноту. В итоге первым сдался Ленни, а вторым Карл. В этой же серии, когда Карла уносит ураган, Ленни говорит — о нет, он же мой лучший друг. А когда Гомер привёл в бар Мо Неда, все, включая Карла, сказали — да кто не знает Эдну.

## Его роли и профессии
Карл вместе с Ленни Леонардом состоит в Спрингфилдском отделении Ордена масонов. (Мнение о том, что орден «Каменщики» в мультсериале не является орденом масонов, ошибочно, так как первичное название ордена звучало как «Вольные каменщики» или просто «Каменщики». Заблуждение связано с некорректностью перевода на русский и украинский языки). В серии «The Devil Wears Nada» Карл становится начальником Гомера Симпсона, и отношения между ними холодеют. В этом же эпизоде у Карла был роман с первой леди Франции. В эпизоде «The Great Wife Hope» выясняется, что Карл — хороший друг Дредерика Татума. Снимался в документальном фильме Деклана Десмонда в серии «Springfield Up». Также появился во втором фильме Деклана Десмонда про ожирение — сидел в Красти-Бургере. В 24 сезоне 11 серии мы узнаем, что Карл Карлсон профессиональный охотник за ураганами.

## Эпизоды
Список эпизодов в которых Карл играет значительную роль.
- «Homer at the Bat» (17-й эпизод, 3-й сезон) — Карл вместе с остальными работниками АЗС участвует в чемпионате по бейсболу.
- «Treehouse of Horror III» — Карл вместе с остальными, выжившими работниками АЭС ловит Гомера(Кинг-Конга).
- «Homer the Great» (12-й эпизод, 6-й сезон) — Карл является одним из самых высокопоставленных членов ордена «Каменщиков».
- «Mountain of Madness» (12-й эпизод, 8-й сезон) — Карл и Ленни оказываются в одной команде, они должны прийти в специально-подготовленный дом на верху горы, но последнего пришедшего уволят.
- «Sunday, Cruddy Sunday» (12-й эпизод, 10-й сезон) — Гомер собирает людей, которые поедут на игру по бейсболу(в числе которых и Карл), но их арестовывают, так как билеты фальшивые.
- «Homer to the Max» (13-й эпизод, 10-й сезон) — Героя полицейского сериала зовут также, как и Гомера, но позже из этого героя делают недотёпу похожего на Гомера и все(включая Карла) смеются над Гомером.
- «Take My Wife, Sleaze» (8-й эпизод, 11-й сезон) — Карл вступает в ряды «Адской Сатаны»(байкер-сообщество, придуманное Гомером).
- «Tales from the Public Domain» (14-й эпизод, 13-й сезон) — В первой истории Карл — один из верных помощников Одиссея (Гомера), во второй судит Жанну д’Арк, а в третьей слугой Клавдия (Мо).
- «Poppa’s Got a Brand New Badge» (22-й эпизод, 13-й сезон) — Гомер создаёт свою охранную службу, куда вступают Карл и Ленни.
- «The Fat and the Furriest» (5-й эпизод, 15-й сезон) — На Гомера нападает медведь, и все начинают над ним смеяться, поэтому он вместе с Бартом, Карлом и Ленни едет охотиться на этого медведя.
- «Treehouse of Horror XVI» (4-й эпизод, 17-й сезон) — Мистер Бёрнс вместе со Смитерсом устраивает охоту на мужчин Спрингфилда, Карл умирает последним, в живых остаётся только Гомер.
- «Kiss Kiss, Bang Bangalore» (17-й эпизод, 17-й сезон) — Карл и Ленни приезжают в Индию, к Гомеру объявившему себя божеством.
- «Springfield Up» (13-й эпизод, 18-й сезон) — Гомер, Мо, Барни, Карл, Ленни и Виггам снимаются в фильме Деклана Десмонда.
- «Coming to Homerica» (21-й эпизод, 20-й сезон) — Мэр Куимби делает общество по охране границы Спрингфилда и Миннесоты, а Гомер, Карл и Ленни будут охранять эту границу.
- «The Devil Wears Nada» (5-й эпизод, 21-й сезон) — Карл становится начальником Гомера, а у Гомера появляется больше работы, и он летит с Карлом во Францию, и теперь не может проводить много времени с Мардж.
- «The Color Yellow» (13-й эпизод, 21-й сезон) — Карл является прообразом раба Вергилия.
- «American History X-cellent» (17-й эпизод, 21-й сезон) — Гомер, Карл и Ленни играют в спектакле Мистера Бёрнса, но его забирают в тюрьму, и вот теперь они пытаются освободить его из тюрьмы.
- «Them, Robot» (17-й эпизод, 23-й сезон) — Всех работников станции заменяют на роботов, кроме Гомера, но когда эти роботы восстают против Бёрнса и Гомера спасти их могут только бывшие работники.
- «The Saga of Carl» (21-й эпизод, 24-й сезон) — Этот эпизод рассказывает о жизни Карла в Исландии.
- «Treehouse of Horror XXV» (4-й эпизод, 26-й сезон) — В части «Цвета жёлтого» является одним из бандитов.

## Карл в «Домике ужасов на дереве»
Выпуски к хэллоуину, в которых Карл либо имеет большую роль, либо небольшую, либо появляется камео. Карл появляется во всех выпусках, кроме первого и восемнадцатого.
- Второй выпуск — появляется камео в «Обезьянья Лапа» — празднует со всеми всеобщий мир. Появляется камео в «Только у меня есть мозг», где камера показывает, как он и Ленни едят пончики.
- Третий выпуск — имеет большую роль в «Гомер Конг», где охотится на Гомера, а когда Гомера схватывает Ленни, тот в свою очередь пытается спасти Ленни и попадает ему в ногу. Позже с выжившими работниками мистера Бёрнса схватывает Гомера. Появляется камео в «З — значит зомби», где превратился в зомби, и вместе с Барни и Ленни схватил Мо.
- Четвёртый выпуск — Появляется камео, где вместе с Ленни съедает все пончики.
- Пятый выпуск — появляется камео в «Свечение», где вместе с: Мо, Барни и Ленни предлагает Гомеру убить свою семью за пиво.
- Шестой выпуск — появляется камео в «Атака 50-ти фунтовых уродов», где вместе с жителями Спрингфилда смотрят на рекламных персонажей.
- Седьмой выпуск — появляется камео в «Гражданин Канг», где голосует за Канга.
- Восьмой выпуск — имеет небольшую роль в «Человек Омега», где не умирает от взрыва, а превращается в мутанта. И в «Легко-выпекаемый шабаш», где судит со всеми Мардж, а потом охотиться со всеми за Лизой.
- Девятый выпуск — появляется камео в «Парик-убийца», где смотрит на тот, как казнят Змея.
- Десятый выпуск — имеет небольшую роль в «Жизнь и вирус, а потом смерть», где он спрашивает с Гомера, перенастроил ли он все компьютеры.
- Одиннадцатый выпуск — имеет небольшую роль в «Ночь дельфина», где со всеми пытается вернуть дельфинов в воду, но проигрывает.
- Двенадцатый выпуск — появляется камео в «Ведьма в большом городе», где советует Гомеру поймать лепрекона, а потом умирает.
- Тринадцатый выпуск — имеет небольшую роль в «Бойтесь и ужасайтесь», где прогоняет мертвецов.
- Четырнадцатый выпуск — появляется камео в «Остановите мир, я хочу подурить», где гоняется за Милхаусом и Бартом.
- Пятнадцатый выпуск — появляется камео в Четыре обезглавливания и одни похороны", где Гомер швыряет его, чтобы остановить Лизу и Барта.
- Шестнадцатый выпуск — имеет большую роль в «Выживание толстейшего», где становится последним персонажем, которого убивает Мистер Бёрнс. И камео в «Главное, чтобы костюмчик сидел», где переодевается в мумию.
- Семнадцатый выпуск — имеет небольшую роль в «День, когда Земля глупо выглядела», где прикидывается животным. Появляется камео в «Замужем за амёбой», где превращается в невидимку, но никто не обращает на него внимания из-за Гомера.
- Девятнадцатый выпуск — появляется камео в «Неназванная робо-пародия», где им роботы играют в настольный футбол.
- Двадцатый выпуск — появляется камео в «Не ешьте коров, человечество», где превращается в зомби. И камео в «Нет такого бизнеса, как бизнес Мо», где в конце сидит на большой платформе в виде кружки пива вместе с Барни и Ленни.
- Двадцать первый выпуск — появляется камео в Начале в виде монстра мумии.
- Двадцать второй выпуск — появляется камео в «На’Ви», во время боя, судьба неизвестна, скорее всего вместе со всеми людьми умер в бою.
- Двадцать третий выпуск — появляется камео в начале, в виде жителя племени Майя. И камео в «Величайшая из каких-либо дырявых историй», где смотрит на создание чёрной дыры в большом адронном коллайдере.
- Двадцать четвёртый выпуск — появляется камео а заставке, в качестве солдата, защищающего АЭС, после превращения Гомера в монстра, Карл становится пародией на Блейда и отрубает голову Ленни, после чего, также появляется, в качестве мумии. В «Уроды, не идиоты» был одним из уродов.
- Двадцать пятый выпуск — имеет большую роль в «Цвета жёлтого», где является одним из бандитов.

В пятом, шестнадцатом, двадцать первом и двадцать четвёртом выпусках Карл появляется как мумия.